# Elaphinis
Elaphinis is een geslacht van kevers uit de familie bladsprietkevers (Scarabaeidae). Het geslacht werd voor het eerst wetenschappelijk beschreven in 1842 door Burmeister.

## Soorten
- Ondergeslacht Elaphinis
  - Elaphinis cinereonebulosa (DeGeer, 1778)
- Ondergeslacht Micrelaphinis Schoch, 1896
  - Elaphinis adspersula Gerstäcker, 1884
  - Elaphinis delagoensis Schoch, 1894
  - Elaphinis irrorata (Fabricius, 1798)
  - Elaphinis latecostata Boheman, 1857
  - Elaphinis pumila Boheman, 1857